# Harry Wahl
Harry August Wahl (Hamina, Kymenlaakso, 17 de juliol de 1869 - Vyborg, 31 de juliol de 1940) va ser un regatista finlandès que va competir a començaments del segle xx. Alhora fou un empresari i un gran col·leccionista de violins, que el 1930 posseïa, entre d'altres, set Stradivarius, sis Guarneri i cinc Amati.
El 1912 va prendre part en els Jocs Olímpics d'Estocolm, on va guanyar la medalla de plata en la categoria de 10 metres del programa de vela. Brenner navegà a bord del Nina junt a Waldemar Björkstén, Jacob Björnström, Bror Brenner, Allan Franck, Erik Lindh i Adolf Pekkalainen.